# Хартенштајн (Средња Франконија)
Хартенштајн (њем. Hartenstein) општина је у њемачкој савезној држави Баварска. Једно је од 27 општинских средишта округа Нирнбергер Ланд. Према процјени из 2010. у општини је живјело 1.379 становника. Посједује регионалну шифру (AGS) 9574129.

## Географски и демографски подаци
Хартенштајн се налази у савезној држави Баварска у округу Нирнбергер Ланд. Општина се налази на надморској висини од 500 метара. Површина општине износи 24,8 km². У самом мјесту је, према процјени из 2010. године, живјело 1.379 становника. Просјечна густина становништва износи 56 становника/km².